# Safety EP
Safety EP – pierwsze EP rockowej grupy Coldplay, wydane w 1998 roku. Koszt nagrania wyniósł 200£ i został pokryty przez zespół oraz jego menedżera Phila Harveya. Album miał być pierwotnie rozesłany do różnych wytwórni płytowych, jednak ludzie zaangażowani w pracę nad nim, postanowili zapłacić za 500 egzemplarzy, które następnie miały trafić do londyńskich sklepów. Okazało się jednak, że płyta rozeszła się w ilości zaledwie 50 kopii. Pozostałe 450 albumów zostało rozesłanych do wytwórni oraz rozdanych członkom rodzin i przyjaciołom grupy. Obecnie oryginalny egzemplarz jest dla fanów prawdziwym rarytasem. Na jednej z aukcji internetowych płyta została sprzedana za 2000£. Okładkę albumu stanowi zdjęcie wokalisty Chrisa Martina, którego autorem był John Hilton, przyjaciel zespołu.

## Lista utworów
1. „Bigger Stronger” – 4:46
2. „No More Keeping My Feet on the Ground” – 4:30
3. „Such a Rush” – 4:56